# Sweet and sour mix

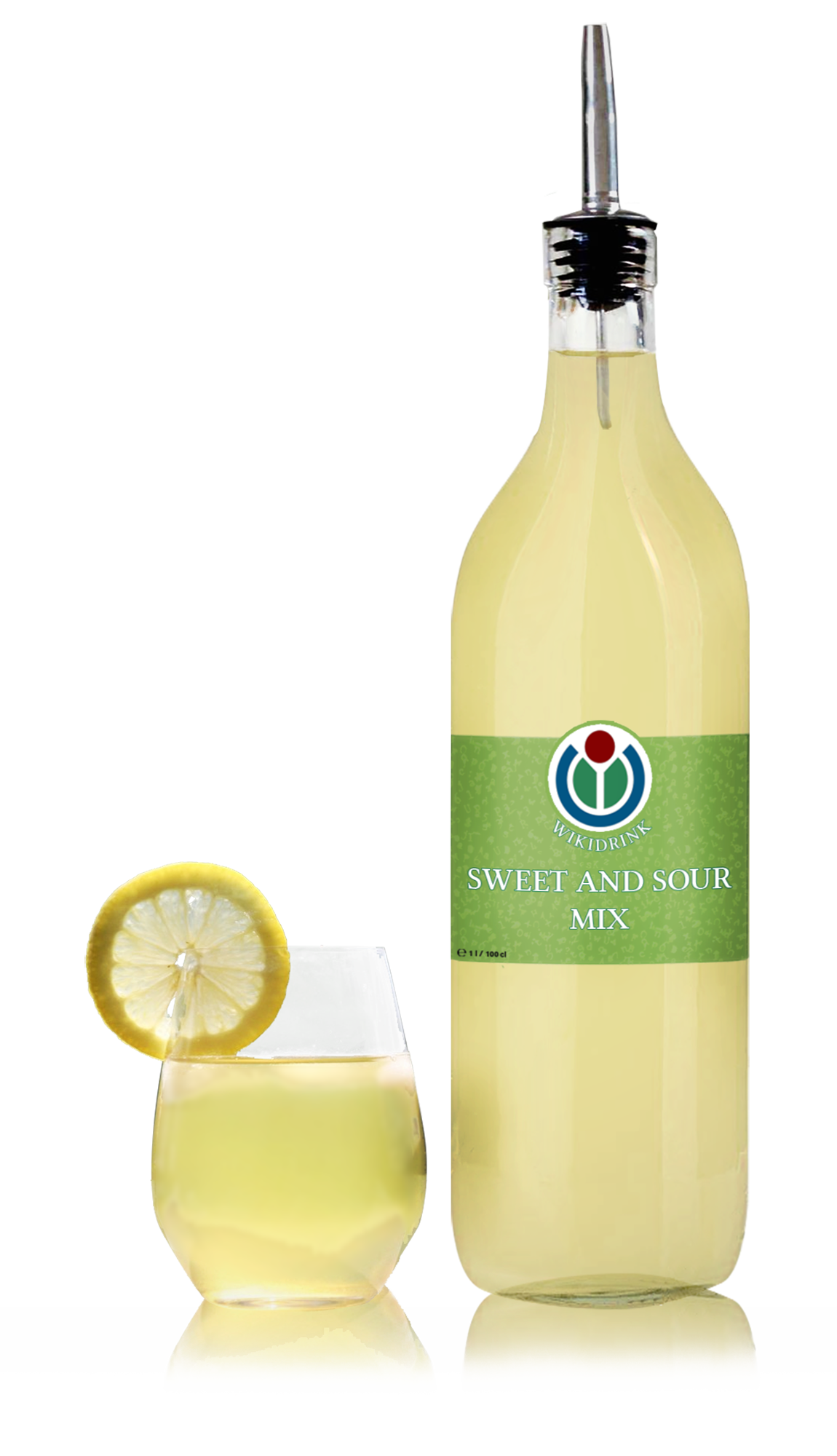
Una bottiglia di sweet and sour mix

Lo sweet and sour mix, o semplicemente sweet and sour, è una miscela composta da un dolcificante (solitamente sciroppo di zucchero) e un acidificante (solitamente succo di limone). 

## Descrizione
Lo sweet and sour mix è una miscela molto simile alla limonata, dal sapore che varia dal dolce all'aspro a seconda delle ricette. Lo sweet and sour mix è frequentemente utilizzato nella la preparazione di diversi cocktail; è inoltre l'ingrediente principale della famiglia di cocktail sour.

### Preparazione artigianale
Lo sweet and sour mix non prevede una ricetta univoca, ma gli ingredienti più comunemente utilizzati sono lo sciroppo leggero di zucchero (ossia una parte di zucchero e una parte d'acqua) e il succo di limone. Le proporzioni variano a seconda delle ricette e dei risultati desiderati:
- Classica: 1/2 sciroppo leggero di zucchero, 1/2 succo di limone
- Rich syrup: 2/3 sciroppo leggero di zucchero, 1/3 succo di limone [1]
- Acid mix: 1/3 sciroppo leggero di zucchero, 2/3 succo di limone [2]

Ai tradizionali ingredienti vengono spesso aggiunti o sostituiti ingredienti: le varianti più comuni prevedono l'aggiunta di succo di lime o arancia o l'uso dello zucchero di canna; l'aggiunta di albume d'uovo dà al composto proprietà lievemente schiumogene.

### Preparazione industriale
Esistono in commercio miscele di sweet and sour mix prodotto industrialmente. fra gli ingredienti più utilizzati vi sono l'acido citrico, l'acido malico, l'acido tartarico e l'acido ascorbico come acidificanti, glucosio e maltodestrina come dolcificanti. Lo sweet and sour mix industriale è distribuito sotto forma di premix, ossia in bottiglie pronte, o come polvere da addizionare all'acqua.

## Nomenclatura
Il nome del preparato è in lingua inglese ed è traducibile in italiano come miscela agrodolce. Spesso, sui menù e sui ricettari, viene abbreviato nelle forme sweet and sour, sweet'n'sour, sweet & sour, s'n's, s&s, ss, sour mix o sour; raro l'utilizzo della versione italianizzata sweet e sour.